# Oisseau
Oisseau ist eine französische Gemeinde mit 1.124 Einwohnern (Stand: 1. Januar 2022) im Département Mayenne in der Region Pays de la Loire. Sie gehört zum Arrondissement Mayenne und zum Kanton Gorron. Die Einwohner werden Oisseliens genannt.

## Geographie
Oisseau liegt etwa 35 Kilometer nordnordöstlich des Stadtzentrums von Laval. Umgeben wird Oisseau von den Nachbargemeinden Le Pas im Norden, Ambrières-les-Vallées im Norden und Nordosten, La Haie-Traversaine im Osten, Parigné-sur-Braye im Süden und Südosten, Saint-Georges-Buttavent im Süden und Südwesten, Châtillon-sur-Colmont im Westen sowie Saint-Mars-sur-Colmont im Westen und Nordwesten.

## Bevölkerungsentwicklung
| Jahr                       | 1962 | 1968 | 1975 | 1982 | 1990 | 1999 | 2006 | 2019 |
| Einwohner                  | 1360 | 1254 | 1130 | 1083 | 1110 | 1101 | 1085 | 1158 |
| Quellen: Cassini und INSEE |      |      |      |      |      |      |      |      |

## Sehenswürdigkeiten
- Meghalith von La Chablère
- Kirche Saint-Pierre aus dem 15. Jahrhundert
- Kapelle Notre-Dame-de-Pitié von Loré aus dem 15./16. Jahrhundert

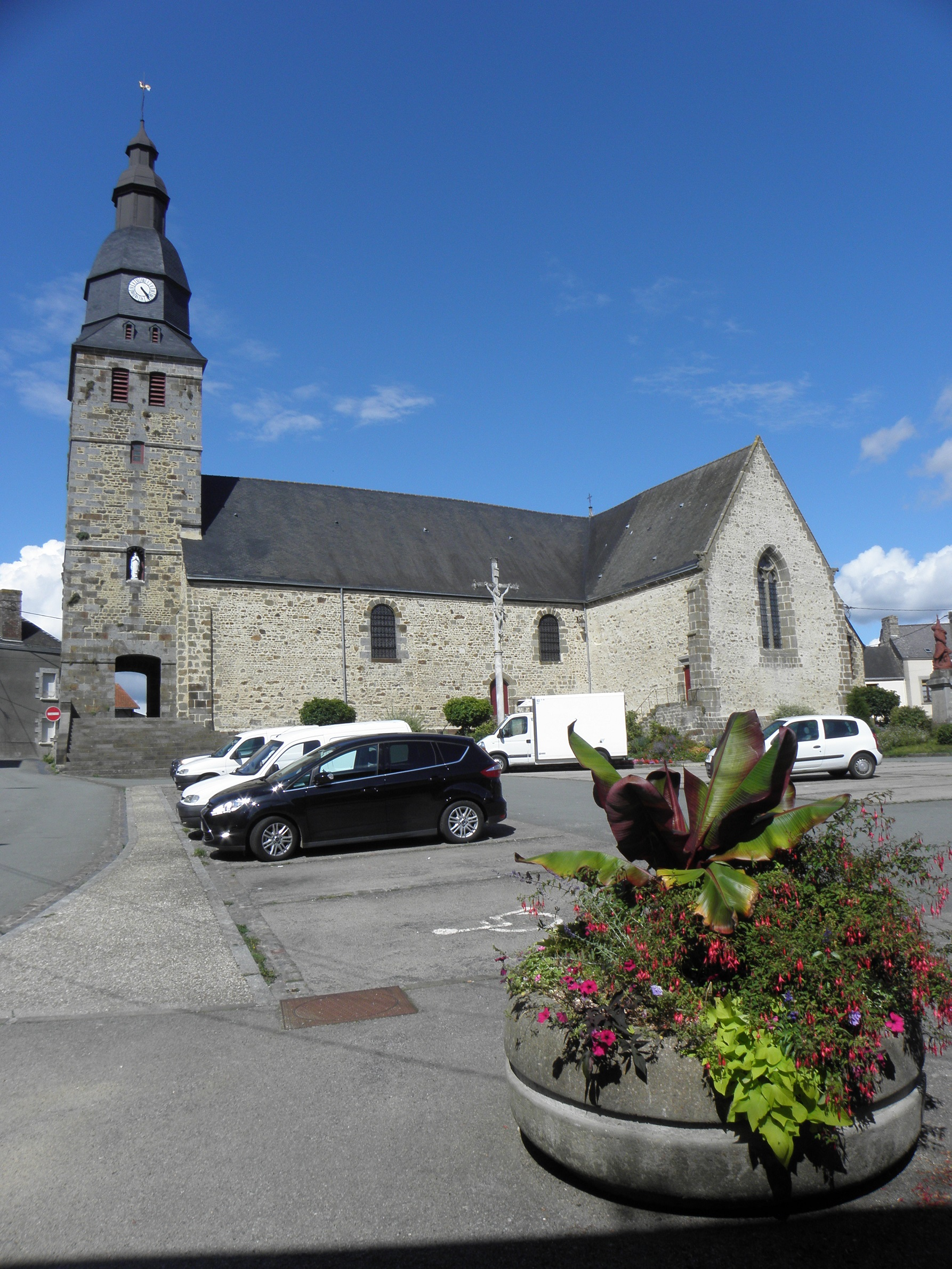
Kirche Saint-Pierre

- Schloss La Haye

## Persönlichkeiten
- Ambroise de Loré (um 1395–1446), Heerführer, Anhänger Johannas von Orleans

## Gemeindepartnerschaften
Mit der deutschen Gemeinde Walkertshofen in Bayern besteht seit 2005 eine Partnerschaft.